# Pista Laoshan per a BMX
La Pista Laoshan per a BMX  fou una de les 9 seus temporals dels Jocs Olímpics de Pequín. Acollí les proves de BMX, masculina i femenina.
Es trobava a Laoshan, al Districte de Shijingshan, a Pequín. Per facilitar que els ciclistes agafessin velocitat la pista tenia uns 4 metres de desnivell. Tenia pistes diferents per a la categoria femenina i masculina, tot i que es creuaven en alguns punts.
L'aforament d'aquesta seu olímpica era de 4.000 persones i les obres van començar el 30 de desembre de 2006.